# Comeniusstraat
De Comeniusstraat is een straat in Amsterdam Nieuw-West, in de wijk Slotervaart. 

## Algemeen
De Comeniusstraat loopt van oost naar west vanaf Station Lelylaan tot aan de Hemsterhuisstraat. De straat ligt in het verlengde van de Johan Jongkindstraat en ligt parallel aan de Cornelis Lelylaan. Halverwege kruist de Comeniusstraat met de Johan Huizingalaan.
De straat is onderdeel van het Algemeen Uitbreidingsplan van Cornelis van Eesteren. De straat kreeg bij raadsbesluit van 22 juni 1955 haar naam, een vernoeming naar de Moravische theoloog, filosoof en pedagoog Jan Amos Comenius.

## Bebouwing

### Brug 707
Aan het begin van de straat ligt Brug 707. Deze duikerbrug werd in 1958 gebouwd als verbinding tussen de Johan Jongkindstraat en Comeniusstraat.

### Orthopedagogisch Centrum Middelveld ·

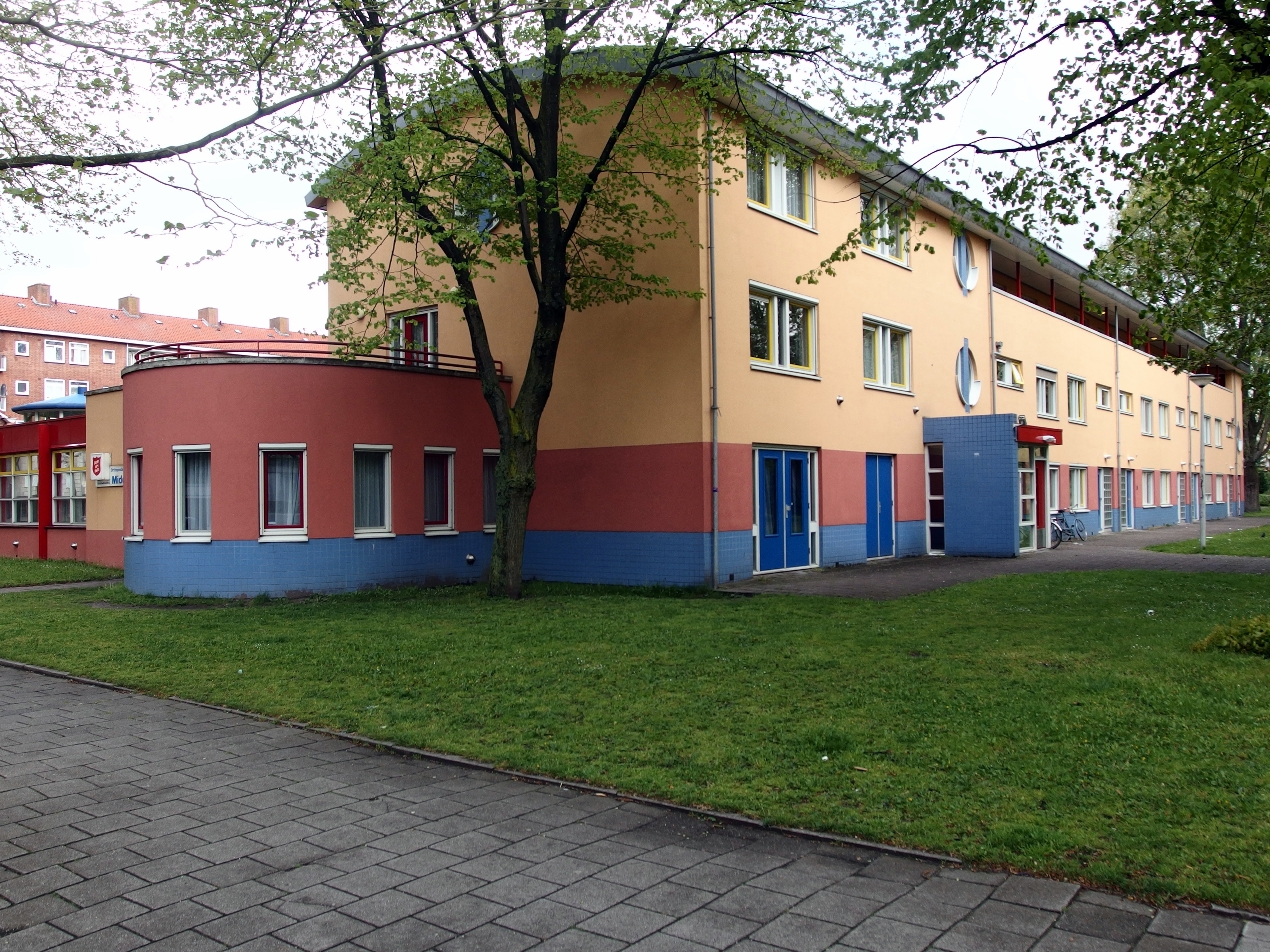
Middelveld

Op nummer 2-12 bevindt zich Middelveld, een orthopedagogisch centrum en opvanghuis van het Leger des Heils voor jongeren met een licht verstandelijke beperking. Het gebouw werd ontworpen door Marius Göbel en kwam in 1999 gereed.
Vroeger stond op deze plek "Het Heem", een tehuis voor werkende jongeren.

### Sloterhof

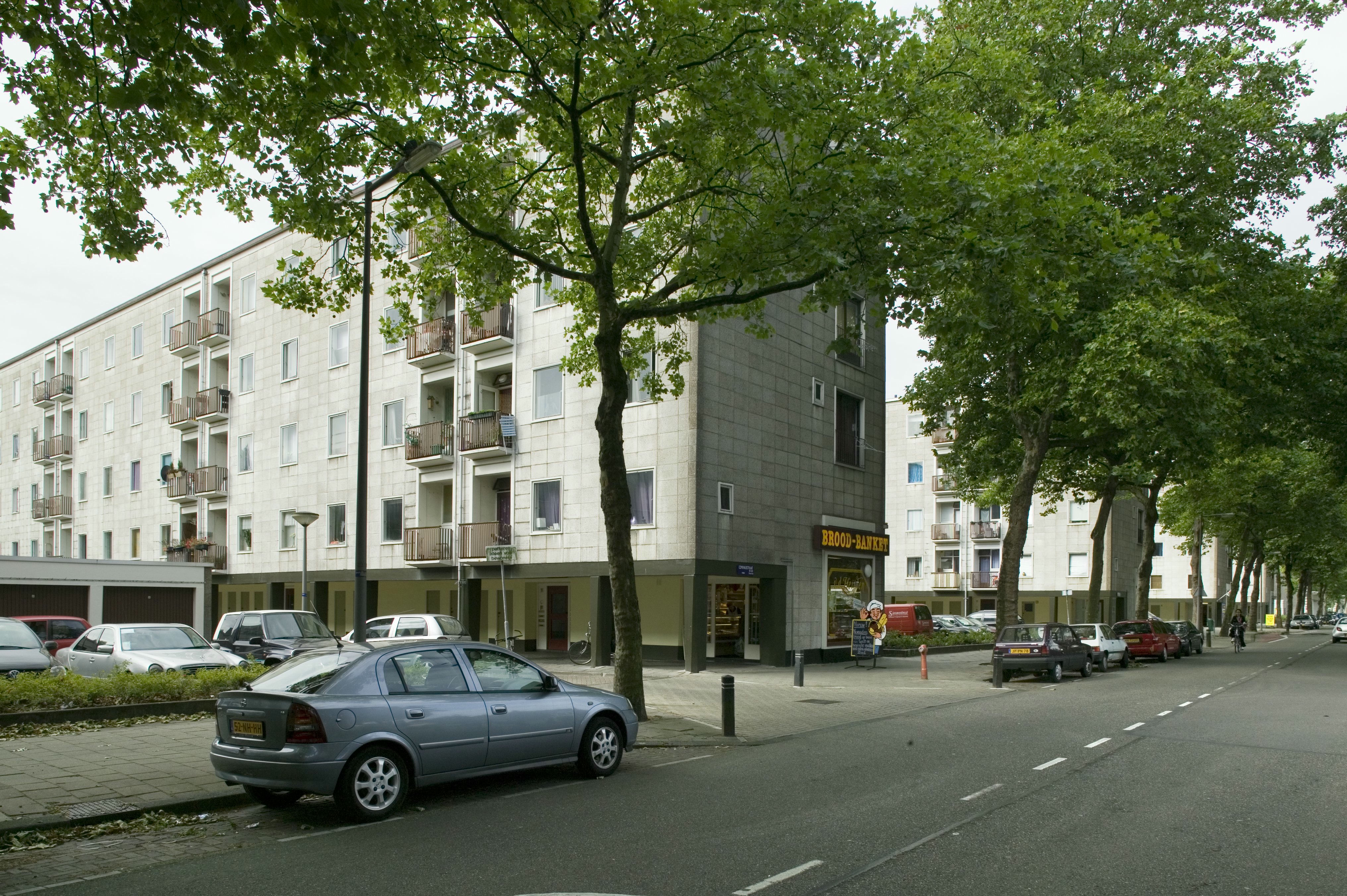
Vierlaagse portiekflat behorende tot de Sloterhof

De gehele zuidkant van de Comeniusstraat behoort tot de Sloterhof. 
De Sloterhof, een woningbouwproject dat in 1958-'59 werd opgeleverd, bestaat uit dertien portiekflats (vier woonlagen) drie hoogbouwblokken (zeven woonlagen), een torenflat met twaalf woonlagen en een blok met atelierwoningen. Tot het project behoren tevens twee benzinestations, een garage en winkelruimtes.        

### De Schutse
Aan het eind van de straat aan de noordzijde staat het woon- en zorgcentrum De Schutse.

## Belangrijke gebeurtenissen in de straat
29 januari 1958Opening van Het Heem, een tehuis voor werkende jongeren door Minister Ivo Samkalden.
1963Opening eerste zelfbedieningstankstation van Amsterdam in de Comeniusstraat.
16 maart 2013Op zaterdagavond 16 maart om 23.15 uur wordt Rida Bennajem (21) van dichtbij meerdere malen beschoten in de Comeniusstraat en sterft ter plekke.  Bennajem was een beruchte crimineel.
7 december 2015Ilhame H. werd doodgestoken door haar echtgenoot Abdelmounim El O. El O. werd veroordeeld tot een gevangenisstraf van 12 jaar.